# Karl Müller (Politiker, 1874)
Karl Müller (* 18. Dezember 1874 in Germersheim; † 18. September 1955 in Kaiserslautern) war ein deutscher Verwaltungsjurist und Landrat.

## Leben
Nach dem Großen juristischen Staatsexamen wurde Karl Müller zunächst Akzessist bei der Regierung der Pfalz und vom 1. Juli 1905 bis zum 29. Februar 1920 Assessor beim Bezirksamt Homburg. Im Anschluss daran für vier Jahre als Bezirksamtmann Leiter des  Bezirksamtes Germersheim, erhielt er am 1. Mai 1924 als Bezirksoberamtmann (ab 1939 Landrat) den Auftrag, das Bezirksamt Kaiserslautern (ab 1939 Landkreis Kaiserslautern) zu führen.
1862 wurden in Bayern auf der unteren Verwaltungsebene aus den Landgerichten die Bezirksämter geschaffen, deren Leiter Bezirksamtmänner (ab 1920 Bezirksoberamtmänner) oder Bezirksamtsvorstände waren. 1939 wurde für diese Verwaltungsebene der Begriff Landkreis eingeführt.
In Kaiserslautern, wo er bis zum Jahresende 1944 das Amt des Landrats ausübte, erhielt er Rang und Titel eines Regierungsrats (1925) und Oberregierungsrats.
In der Zeit vom 1. Juli 1930 bis zum 30. November 1930 war er in Kaiserslautern staatlicher Stadtkommissar für die Polizei und vom 1. Dezember 1930 bis zu seiner Ablösung am  14. März 1933 Vorstand der Polizeidirektion Kaiserslautern. Am 1. September 1940 wurde ihm die vertretungsweise Leitung – Polizeidirektor Werner Beuschlein musste Kriegsdienst leisten – der Polizeibehörde übertragen. Diese Funktion nahm er bis zum Eintritt in den Ruhestand am 1. Juni 1948 wahr.